# Better Dayz
Better Dayz é o quinto álbum de estúdio póstumo do falecido rapper americano Tupac Shakur, Ele foi lançado em 26 de novembro de 2002, estreando no número cinco na Billboard 200.

## Lista de músicas

### Disco 1
| #  | Título                        | Participações       | Produtores            | Duração |
| -- | ----------------------------- | ------------------- | --------------------- | ------- |
| 1  | "Intro"                       |                     | 7 Aurelius            | 0:56    |
| 2  | "Still Ballin"                | Trick Daddy         | Johnny "J"            | 2:50    |
| 3  | "When We Ride on Our Enemies" |                     | Johnny "J"            | 2:54    |
| 4  | "Changed Man"                 | Johnta Austin, T.I. | Johnny "J"            | 3:52    |
| 5  | "Fuck Em All"                 | Outlawz             | Johnny "J"            | 4:26    |
| 6  | "Never B Peace"               | E.D.I., Kastro      | Johnny "J"            | 4:59    |
| 7  | "Mama's Just a Little Girl"   | Kimma Hill          | Johnny "J"            | 4:58    |
| 8  | "Street Fame"                 |                     | Daz Dillinger         | 4:30    |
| 9  | "Whatcha Gonna Do?"           | Outlawz             | Johnny "J", E.D.I.    | 3:39    |
| 10 | "Fair Xchange"                | Jazze Pha           | Johnny "J", Jazze Pha | 3:52    |
| 11 | "Late Night"                  | Outlawz, DJ Quik    |                       | 4:18    |
| 12 | "Ghetto Star"                 | Nutt-so             | Go-Twice              | 4:15    |
| 13 | "Thugz Mansion"               | Nas, J.Phoenix      | Johnny "J"            | 4:13    |

### Disco 2
| #  | Título                            | Participações                     | Produtores            | Duração |
| -- | --------------------------------- | --------------------------------- | --------------------- | ------- |
| 1  | "My Block" (Remix)                |                                   | Easy Mo Bee           | 5:22    |
| 2  | "Thugz Mansion"                   | Anthony Hamilton                  | Johnny "J"            | 4:07    |
| 3  | "Never Call U Bitch Again"        | Tyrese                            | Johnny "J"            | 4:38    |
| 4  | "Better Dayz"                     | Ron Isley                         | Johnny "J"            | 4:17    |
| 5  | "U Can Call"                      | Jazze Pha                         | Johnny "J"            | 3:49    |
| 6  | "Military Minds"                  | Cocoa Brovaz, Buckshot            | Darryl “Big D” Harper | 5:29    |
| 7  | "Fame"                            | Outlawz                           | Hurt M Badd           | 4:50    |
| 8  | "Fair Xchange" (Remix)            | Mýa                               | Johnny "J"            | 3:56    |
| 9  | "Catchin' Feelins"                | Outlawz                           | E.D.I. Mean           | 4:54    |
| 10 | There U Go                        | Big Syke, Outlawz                 | Johnny "J"            | 5:30    |
| 11 | "This Life I Lead"                | Outlawz                           | Johnny "J"            | 5:21    |
| 12 | "Who Do U Believe In?"            | Yaki Kadafi, Big Pimpin' Delemond | Johnny "J"            | 5:30    |
| 13 | "They Don't Give a Fuck About Us" | Outlawz                           | Johnny "J"            | 5:08    |
| 14 | "Outro"                           |                                   |                       | 0:13    |

## Amostras
- "Better Dayz"
  - "Let's Fall in Love (Partes 1 & 2)" de The Isley Brothers
- "Catchin Feelins"
  - "Peter Piper" de Run-DMC
- "Late Night"
  - "Have Your Ass Home de 11:00" de Richard Pryor
  - "Wind Parade" de Donald Byrd
  - "Last Night Changed It All (I Really Had a Ball)" de Esther Williams
- "This Life I Lead"
  - "Naturally Mine" de Al B. Sure!
- "Who Do U Believe In"
  - "Manifest Destiny" de Jamiroquai

## Paradas musicais
| Parada musical         | Melhor posição |
| ---------------------- | -------------- |
| Billboard 200          | #5             |
| Canadian Charts        | #7             |
| Deutsche Charts        | #45            |
| Dutch Charts           | #36            |
| French Charts          | #52            |
| Irish Charts           | #40            |
| New Zealand Charts     | #20            |
| Top R&B/Hip Hop Albums | #1             |
| Switzerland Chart      | #60            |
| UK Chart               | #68            |